# Исабекова, Бакыт Аргыновна
Исабекова Бакыт Аргыновна (17.01.1959) — советская, казахская актриса

 театра и кино, Заслуженный деятель Казахстана.

## Биография
Родилась 17 января 1959 года в Аягозском районе Восточно-Казахстанской области.
В 1976 году окончила среднюю школу. С 1978 по 1982 год окончила актерский факультет Казахской национальной академии искусств им. Т. Жургенова (бывший Алматинский государственный театрально-художественный институт) под руководством народного артиста  СССР Идриса Ногайбаева и Заслуженного деятеля РК, профессора Рабиги Каныбаевой.

## Трудовая деятельность
• 1982-1986 — актриса Казахского музыкально-драматического театра им. Абая в Семее
• В 1990 году солистка ансамбля «Каламкас»
• С 1991 года — актриса академического музыкально-драматического театра имени Калибека Куанышбаева

## Основные роли на сцене
Роли, сыгранные в Семипалатинском музыкально-драматическом театре имени Абая
1. М. Ауэзов «Енлик-Кебек» - Енлик
2. Г. Мусрепов «Козы Корпеш - Баян Сулу» - Баян
3. Б. Васильев «Зори здесь тихо» - Комелькова
4. А. Тауасаров «Почему любовь не проснулась?» - Любовь
5. О. Сулейменов, Б. Мукай «Заманакыр» - Мәлике

• Роли в Государственном академическом драматическом театре имени К. Куанышбаева:
1. Т. Абдик «Біз үшеу едік» - Дарига
2. М. Шаханов «Сейхундария» - Сейхундария
3. М. Шаханов «Танакоз» - Танакоз
4. Г. Мусирепов «Қыз Жібек»
5. М. Ауезов «Қара Қыпшақ Қобыланды» - Куртка
6. М. Ауезов «Қарагөз» - Ақбала
7. М. Ауезов «Қанды азу» - Бабушка
8. Ә. Тауасаров «Махаббат аралы» - Айна
9. С. Балгабаев «Ең әдемі келіншек» - Гулбаршын
10. Ж. Файзи «Башмағым» - Бану
11. А. Сарай «Балуан Шолақ» - Татьяна
12. С. Ахмад «Восстание невесты» - Халима
13. В. Дельмар «Баянсыз бақ» - Нэлли
14. Ч. Айтматов «Ғасырдан да ұзақ күн» - Үкібала
15. Т. Ахтанов «Күшік күйеу»  - Гулжамал
16. У. Шекспир «Ромео мен Джульетта» - Леди Монтекки
17. А. Цагарели «Гамарджоба» - Текле
18. А. Чехов «Дядя Ваня» - Мария Васильевна
19. К. Жунисов «Махаббат мелодрамасы» - Нуржамал
20. Ж. М. Шевре «Ізгілік формуласы» - Тереза
21. Б. Минору «Әзәзіл»  - Вторая женщина
22. Ф. Онгарсынова «Даланың күйші Динасы» – Жантолы
23. А. Тарази «Үкілі жұлдыз» – Луна
24. А.Вальехо «Күн сәулесі түспеген» – Мать
25. «Ер Төстік» - Мать
26. У.Есдаулет «Зере» - Көкі Бәйбіше и др.

• Актриса снялась в следующих фильмах: «Учитель» (2014), «Унаследованная любовь» (2016), «Золотое гнездо» (2016), «Алжир» (2017),  и другие.

## Награды и звания
1. Заслуженный деятель Казахстана
2. Медаль «20 лет независимости Республики Казахстан» (2011)
3. Медаль «За трудовое отличие»  (2011)